# Bahnstrecke Neubeckum–Warendorf
| Heutiger Endpunkt der Strecke am Zementwerk Anneliese I Nord |                      |                                  |                                  |
| Streckennummer: | 9214                 |                                  |                                  |
| Kursbuchstrecke (DB): | 222e (1954)          |                                  |                                  |
| Kursbuchstrecke: | 222c (1946)          |                                  |                                  |
| Streckenlänge: | 20,5 km              |                                  |                                  |
| Spurweite: | 1435 mm (Normalspur) |                                  |                                  |
| |                      |                                  |                                  |
| \| \| \| Bahnstrecke Münster–Warstein und \| \| \| \| \| Bahnstrecke Hamm–Minden \| \| \| \| 0,0 \| Neubeckum \| Neubeckum \| \| \| \| Bahnstrecke Hamm–Minden \| \| \| \| \| Übergabebahnhof \| \| \| \| 2,4 \| Kalköfen \| Kalköfen \| \| \| 4,2 \| Ennigerloh \| Ennigerloh \| \| \| 5,0 \| Grimberg \| Grimberg \| \| \| 5,7 \| Haltenberg \| Haltenberg \| \| \| 6,2 \| Finkenberg \| Finkenberg \| \| \| 6,6 \| Zementwerk Anneliese I Nord \| Zementwerk Anneliese I Nord \| \| \| 7,1 \| \| \| \| \| 9,5 \| Westkirchen \| Westkirchen \| \| \| 16,7 \| Freckenhorst \| Freckenhorst \| \| \| \| Warendorfer Bahn \| von Münster \| \| \| 20,5 \| Warendorf \| Warendorf \| \| \| \| Warendorfer Bahn \| nach Rheda \| |                      |                                  |                                  |
| Strecke |                      | Bahnstrecke Münster–Warstein und | Bahnstrecke Münster–Warstein und |
| Strecke |                      | Bahnstrecke Hamm–Minden          | Bahnstrecke Hamm–Minden          |
| Bahnhof | 0,0                  | Neubeckum                        | Neubeckum                        |
| Abzweig geradeaus und nach rechts |                      | Bahnstrecke Hamm–Minden          | Bahnstrecke Hamm–Minden          |
| Dienststation / Betriebs- oder Güterbahnhof |                      | Übergabebahnhof                  | Übergabebahnhof                  |
| Dienststation / Betriebs- oder Güterbahnhof | 2,4                  | Kalköfen                         | Kalköfen                         |
| Dienststation / Betriebs- oder Güterbahnhof | 4,2                  | Ennigerloh                       | Ennigerloh                       |
| ehemaliger Haltepunkt / Haltestelle | 5,0                  | Grimberg                         | Grimberg                         |
| ehemaliger Haltepunkt / Haltestelle | 5,7                  | Haltenberg                       | Haltenberg                       |
| ehemaliger Haltepunkt / Haltestelle | 6,2                  | Finkenberg                       | Finkenberg                       |
| Dienststation / Betriebs- oder Güterbahnhof | 6,6                  | Zementwerk Anneliese I Nord      | Zementwerk Anneliese I Nord      |
| | 7,1                  |                                  |                                  |
| Bahnhof (Strecke außer Betrieb) | 9,5                  | Westkirchen                      | Westkirchen                      |
| Bahnhof (Strecke außer Betrieb) | 16,7                 | Freckenhorst                     | Freckenhorst                     |
| Abzweig ehemals geradeaus und von links |                      | Warendorfer Bahn                 | von Münster                      |
| Bahnhof | 20,5                 | Warendorf                        | Warendorf                        |
| Strecke |                      | Warendorfer Bahn                 | nach Rheda                       |

Die Bahnstrecke Neubeckum–Warendorf war eine normalspurige Strecke der Westfälischen Landes-Eisenbahn (WLE). Heute wird nur noch das Reststück Neubeckum–Ennigerloh im Güterverkehr bedient.

## Geschichte
Als Verlängerung der bestehenden Strecke Warstein–Neubeckum eröffnete die WLE am 22. Juli 1899 eine Strecke von Neubeckum, damals noch Beckum-Enniger genannt, nach Freckenhorst, die am 1. April 1901 bis nach Warendorf verlängert wurde. Ein Bahnausschuss in Beckum hatte den Bau angeregt und sich dafür eingesetzt, dass der westfälische Provinziallandtag die Hälfte des Aktienkapitals für den Bau übernahm. 
Am 3. Juni 1956 erfolgte die Einstellung des Gesamtverkehrs auf dem Abschnitt Westkirchen–Warendorf und des Personenverkehrs zwischen Ennigerloh und Westkirchen, die Strecke von Westkirchen bis Warendorf wurde abgebaut.
Am 27. September 1970 fand der Personenverkehr auch zwischen Ennigerloh und Neubeckum sein Ende.
Am 31. Mai 1973 wurde der Güterverkehr zwischen Westkirchen und Ennigerloh eingestellt und die Gleise anschließend abgebaut. Die stillgelegte Trasse dient heute teilweise als Fahrradweg.

## Personenverkehr
In Warendorf und Neubeckum lagen die Bahnsteige neben den Staatsbahnhöfen, so dass direktes Umsteigen möglich war. 1938 verkehrten sechs Zugpaare, 1954 sieben Zugpaare. Die meisten Züge fuhren durchgehend über Neubeckum hinaus nach Münster. 
Der Haltepunkt Grimberg wurde 1931 wegen Unwirtschaftlichkeit aufgehoben.
Bis 1966 verkehrten noch drei bis fünf Zugpaare, ab 1967 noch ein Zugpaar, das jedoch nicht mehr im Kursbuch veröffentlicht wurde.

## Güterverkehr
Hauptkunden im Güterverkehr waren und sind die Zementwerke in Ennigerloh, sie beziehen Kalksteine und versenden Fertigzement. Die Kalksteine werden in Ganzzügen aus WLE-eigenen Wagen aus Warstein herbeigebracht, 2008 können das sechs bis acht Züge täglich sein. Die Übergabe zur Staatsbahn war in Warendorf und Neubeckum möglich, Warendorf spielte aber keine große Rolle. Die Beförderungsleistungen sind stark von der jeweiligen Baukonjunktur abhängig. In guten Jahren wurden aber über eine Million Tonnen befördert.

## Bilder

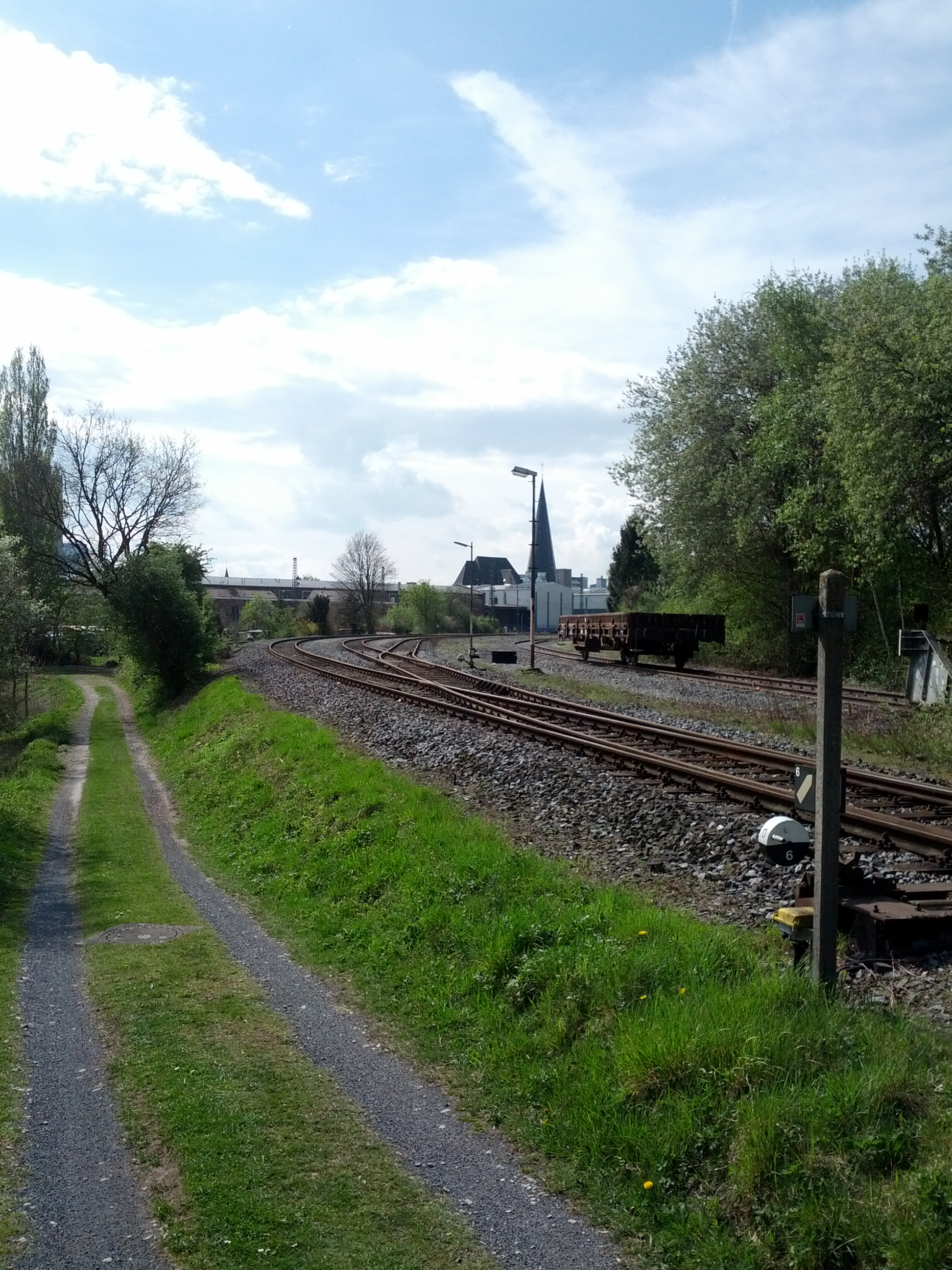
Beginn und Anschluss an die Hauptstrecke in Neubeckum
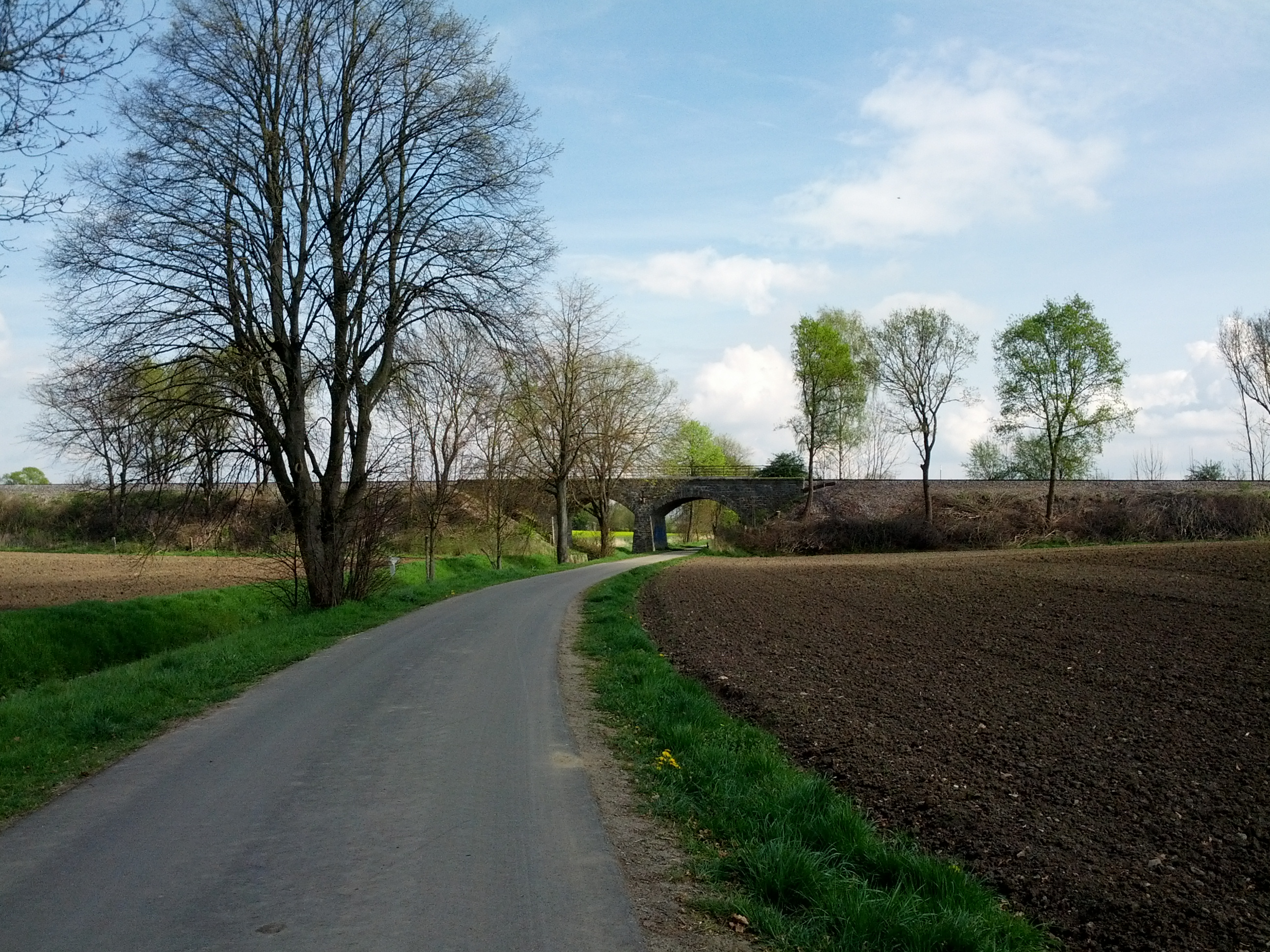
Viadukt zwischen Neubeckum und Kalköfen
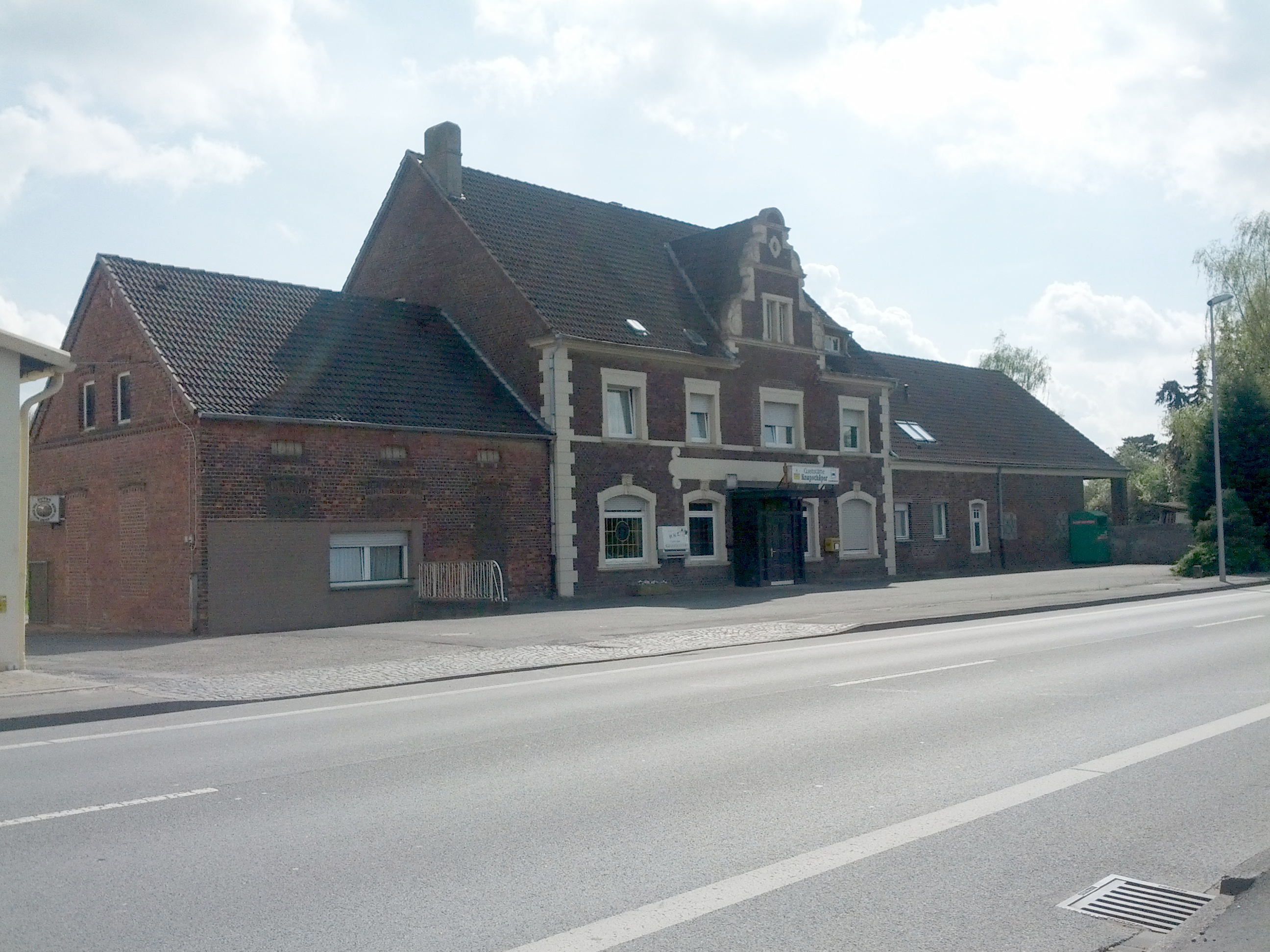
Ehemaliges Empfangsgebäude des Bahnhofs Kalköfen, heute genutzt als Gaststätte
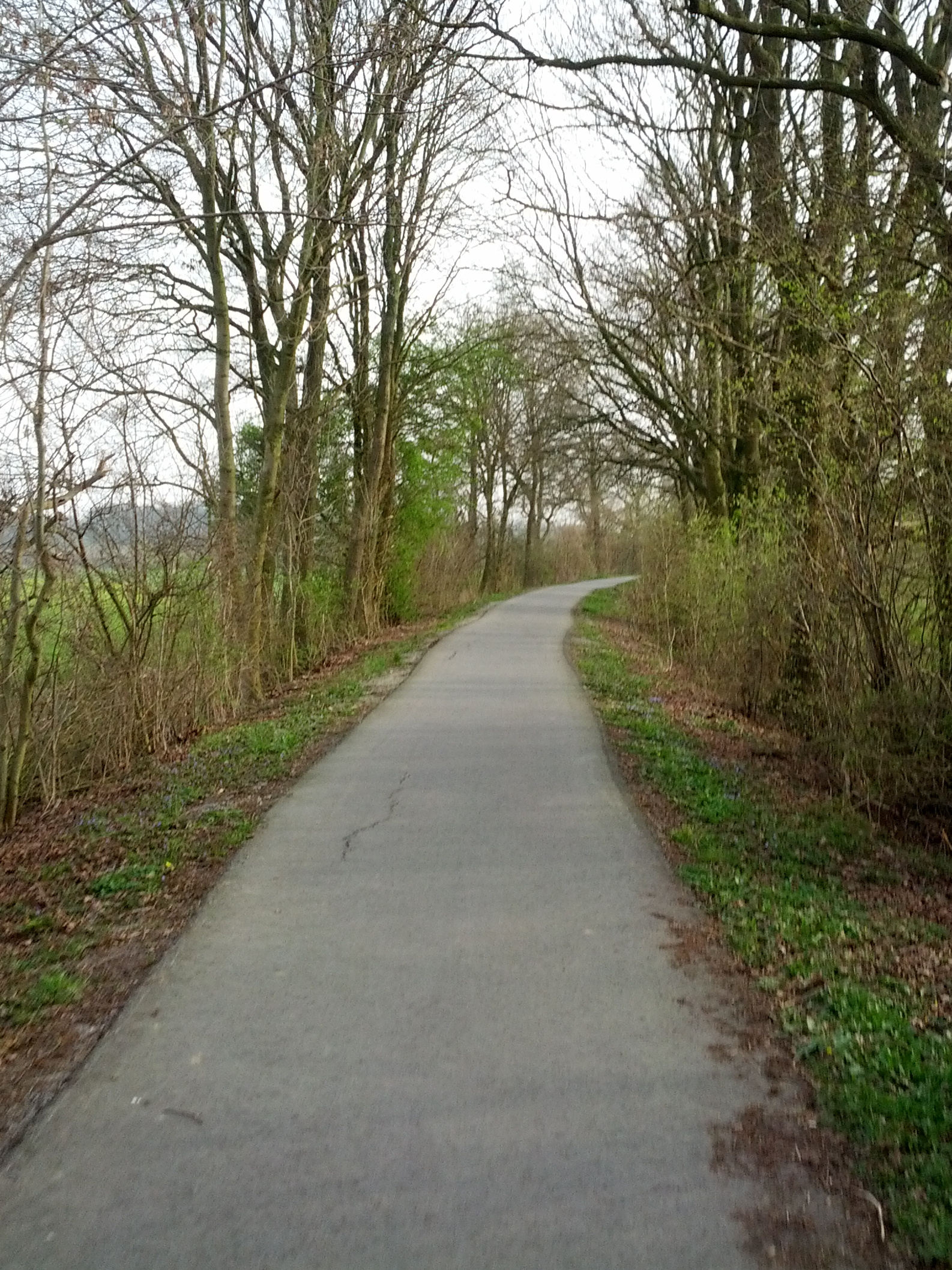
Abgebauter Teil der Strecke bei Westkirchen, heute genutzt als Rad- und Wanderweg